# Duńska Formuła 5
Duńska Formuła 5, wcześniej Duńska Formuła Ford – seria wyścigów samochodowych rozgrywanych w Danii według przepisów Formuły Ford.

## Historia
Na fali popularności Formuły Ford w 1968 roku po raz pierwszy zorganizowano w Danii wyścig według przepisów tej serii. Miał on miejsce 18 sierpnia na Roskilde Ringu. Pierwsze mistrzostwa Danii rozegrano w 1971 roku. Inauguracyjny wyścig sezonu na Jyllands-Ringen wygrał Karsten Ree, ale tytuł zdobył Jørgen Herlevsen w Hawke DL2. W pierwszych latach istnienia serii ścigali się w niej tacy zawodnicy, jak Thorkild Thyrring i Jac Nelleman. W sezonie 1974 zadebiutował Van Diemen RF74. Ścigali się nim wówczas Henrik Spellerberg i John Nielsen. Spellerberg zdobył mistrzostwo w 1974 roku, a Nielsen rok później. Ze względu na nadmiar chętnych kierowców w sezonie 1979 zainaugurowano mistrzostwa Formuły Ford 2000, które wygrał wówczas Søren Aggerholm. W pierwszej połowie lat 80. nastąpiły zmiany techniczne w samochodach, obejmujące m.in. zawieszenie i skrzynię biegów. Od 1993 roku stosowano nowe jednostki pod nazwą Zetec. W sezonie 1995 zainaugurowano mistrzostwa Formuły Ford 1800. W 2008 roku zainaugurowano nowe silniki Duratec 1,6 litra. W związku z utworzeniem Duńskiej Formuły 4, w 2017 roku zmieniono nazwę serii na Formuła 5. Kierowcy używali wówczas samochodów marek Mygale i Ray, a pierwszym mistrzem Formuły 5 został Aske Nygaard Bramming.

## Mistrzowie

### Duńska Formuła Ford
| Sezon | Formuła Ford 1600       | Formuła Ford 1800   | Formuła Ford 2000 |
| ----- | ----------------------- | ------------------- | ----------------- |
| 1971  | Jørgen Herlevsen        | nie rozgrywano      | nie rozgrywano    |
| 1972  | Dan Schilling           | nie rozgrywano      | nie rozgrywano    |
| 1973  | Jac Nelleman            | nie rozgrywano      | nie rozgrywano    |
| 1974  | Henrik Spellerberg      | nie rozgrywano      | nie rozgrywano    |
| 1975  | John Nielsen            | nie rozgrywano      | nie rozgrywano    |
| 1976  | Søren Aggerholm         | nie rozgrywano      | nie rozgrywano    |
| 1977  | Finn Milling            | nie rozgrywano      | nie rozgrywano    |
| 1978  | Klaus Pedersen          | nie rozgrywano      | nie rozgrywano    |
| 1979  | Jesper Villumsen        | nie rozgrywano      | Søren Aggerholm   |
| 1980  | Jesper Villumsen        | nie rozgrywano      | Klaus Pedersen    |
| 1981  | Kim Dupont              | nie rozgrywano      | Klaus Pedersen    |
| 1982  | Klaus Pedersen          | nie rozgrywano      | Kris Nissen       |
| 1983  | Klaus Pedersen          | nie rozgrywano      | Henrik Larsen     |
| 1984  | Steen Hinge             | nie rozgrywano      | Henrik Larsen     |
| 1985  | Svend Hansen            | nie rozgrywano      | Henrik Larsen     |
| 1986  | Svend Hansen            | nie rozgrywano      | Jesper Villumsen  |
| 1987  | Svend Hansen            | nie rozgrywano      | Jesper Villumsen  |
| 1988  | Henrik Jacobsen         | nie rozgrywano      | Jens Andersen     |
| 1989  | Carl Bjarne Pedersen    | nie rozgrywano      | Jens Andersen     |
| 1990  | Steffen Nielsen         | nie rozgrywano      | Thomas Mullin     |
| 1991  | Steffen Nielsen         | nie rozgrywano      | Leif Jørgensen    |
| 1992  | Brian Taulborg          | nie rozgrywano      | Carsten Boye      |
| 1993  | Jan Neumann             | nie rozgrywano      | Carsten Boye      |
| 1994  | Steffen Nielsen         | nie rozgrywano      | Carsten Boye      |
| 1995  | nie rozgrywano          | Svend Hansen        | Brian Taulborg    |
| 1996  | Tommy Schröter          | Tommy Jespersen     | Torben Petersen   |
| 1997  | Tommy Schröter          | Jan Neumann         | Claus Madsen      |
| 1998  | Michael Pedersen        | Jesper Carlsen      | Claus Madsen      |
| 1999  | Anders-Ole Egebart      | Allan Simonsen      | Jason Workman     |
| 2000  | Tommy Nygaard           | Michael Outzen      | Tommy Jespersen   |
| 2001  | nie rozgrywano          | Jan Neumann         | Poul Isaksen      |
| 2002  | nie rozgrywano          | Jan Neumann         | Poul Isaksen      |
| 2003  | nie rozgrywano          | Anders-Ole Egebart  | Lars Clasen       |
| 2004  | nie rozgrywano          | Mats Franer         | nie rozgrywano    |
| 2005  | nie rozgrywano          | Mark Kamstrup       | nie rozgrywano    |
| 2006  | nie rozgrywano          | Nicki Thiim         | nie rozgrywano    |
| 2007  | nie rozgrywano          | Christian Markussen | nie rozgrywano    |
| 2008  | Kevin Magnussen         | nie rozgrywano      | nie rozgrywano    |
| 2009  | Dennis Lind             | nie rozgrywano      | nie rozgrywano    |
| 2010  | Jesper Klistrup Egebart | nie rozgrywano      | nie rozgrywano    |
| 2011  | Jesper Klistrup Egebart | nie rozgrywano      | nie rozgrywano    |
| 2012  | Nicolai Sylvest         | nie rozgrywano      | nie rozgrywano    |
| 2013  | Michael H. Markussen    | nie rozgrywano      | nie rozgrywano    |
| 2014  | Frederik Schandorff     | nie rozgrywano      | nie rozgrywano    |
| 2015  | Mathias Weinreich Smith | nie rozgrywano      | nie rozgrywano    |
| 2016  | Daniel Lundgaard        | nie rozgrywano      | nie rozgrywano    |

### Duńska Formuła 5
| Sezon | Mistrz                | Zespół          | Samochód          |
| ----- | --------------------- | --------------- | ----------------- |
| 2017  | Aske Nygaard Bramming | FSP             | Mygale SJ08-Ford  |
| 2018  | Mads Villads Hoe      | Hoe Motorsport  | Mygale F5-Ford    |
| 2019  | Lucas Ditlev Daugaard | Daugaard Racing | Ray Formel 5-Ford |